# 沃尔夫冈·鲍姆加特
沃尔夫冈·鲍姆加特（德語：Wolfgang Baumgart，1949年10月23日—2011年2月21日），德国男子曲棍球运动员。他曾代表西德参加1968年和1972年夏季奥林匹克运动会曲棍球比赛，其中1972年奥运会获得一枚金牌。